# Take My Life, Please
«Take My Life, Please» (рус. Забери мою жизнь, пожалуйста) — десятый эпизод двадцатого сезона мультсериала «Симпсоны». Начиная с этого эпизода, у сериала появляется новая заставка, а также Симпсоны впервые были сделаны в HDTV. Премьера эпизода состоялась 15 февраля 2009 года, в день рождения создателя сериала.

## Сюжет
На Спрингфилдской Стене Славы появляется новый памятник, посвященный Вэнсу Коннору. Он оказался прежним одноклассником Гомера и бывшим президентом класса. Гомер, естественно, ему завидует.
Позже становится известным, что на самом деле президентом класса должен быть Гомер, а не Вэнс. Оказывается, что директор Гомера, недолюбливая его, пообещал Ленни и Карлу, что он даст им плохие рекомендации (потому, что они хотели оставаться в школе и валять дурака, а не идти в университет), в обмен на то, что они спрячут урну с голосами в лесу. Гомер откапывает урну и выясняет, что победил на выборах. И у Гомера возникает вопрос: что бы произошло, если бы он оказался президентом класса?
Во время ужина в ресторанчике Луиджи Гомер не ест спагетти и выглядит очень подавленным (на что Барт замечает, что Гомер даже видит, как двигаются его руки). Во время того, как он задал себе вопрос, что бы было, если бы он стал президентом класса, это слышит Луиджи и говорит, что один его рабочий (из одной древней страны, как высказался сам Луиджи), умеет так мешать соус, что в нем можно увидеть, то что могло бы быть. Гомер решает посмотреть на себя, каким бы он был, если бы был президентом класса, и видит, что в президентской жизни у него огромный особняк, хорошая должность на АЭС и у него нет детей(встреча с Мардж стала бы немного позже оригинала но не пришлось вступать "контакт неизвестной и не названной супергероини" с Арти). После увиденного он прыгает в соус, крича: «Я хочу там жить!».
На следующий день Гомер целый день лежит в бассейне в депрессии. Лиза, подходя к нему, говорит, что он уже покрылся водорослями, и как доказательство поднимает его руку, которая снизу стала зеленой. Мардж говорит Гомеру, что ему пора внутрь, но в доме он тоже валяется в бассейне. Но дети и Мардж вытаскивают его на прогулку и приводят его к Спрингфилдской Стене Славы, где висит его табличка, на которой написано «Гомер Симпсон. Избранный президентом класса». Через несколько минут к Гомеру подходят мальчик и его отец. Отец просит Гомера сфотографироваться с его сыном. После фото сын спрашивает у отца: «Пап, а я смогу стать президентом класса?», на что тот отвечает: «Не знаю. Не каждому же дано стать Гомером Симпсоном».
После этого семья решает поесть. Лиза предлагает пойти в итальянский ресторан, но Гомер отказывается, а Барт говорит, что знает китайский ресторанчик, в котором корова предсказывает дату смерти, и Гомер соглашается.

## Интересные факты
- Это — первый эпизод, где использовалась новая заставка и сам мультсериал перешёл в HD-формат.
- На Спрингфилдской Стене Славы можно увидеть табличку с именем Хэнка Скорпио — злодея из эпизода You Only Move Twice.
- Это первый эпизод мультсериала, где команда аниматоров применила графические планшеты Wacom вместо карандашей.